# Kim Nørgaard
Kim Nørgaard (Herlev) er en dansk standupkomiker.
Han havde sin debut på det gamle Comedy Zoo i Boltens Gård i København i 1994. Nørgaard startede dog først sin karriere for alvor 25. februar 1999 på Café Kippis i Herlev, under et Open Mike arrangement og senere på Kulkaféen i København. Kim Nørgaard blev nr. 3 ved DM i Standup 2000.
Har deltaget i Stand-up.dk i 2002 og 2006, der blev vist på TV2 Zulu, samt Comedy Fight Club sæson 1 i 2007. Nørgaard udgav i 2009 sit første onemanshow Kim Nørgaard's 10 års standup jubilæumsshow på DVD. 
I 2014 turnerede han med sit andet onemanshow Super Elite Motionisten. 

## Publikumsopvarmer
Nørgaard startede som publikumsopvarmer i begyndelsen af 2007 på en omgang Hvem vil være millionær? med Hans Pilgaard som vært. Han har siden været opvarmer på en række tv-programmer og shows;
- Mercedes Benz Vito DK lanceringstour 2014, Mercedes Denmark & CEC
- Året Der Gik , DR1 2008, 2009 2010
- Debatten , DR2 - 2012, 2013
- Reimers', DR1 -  2 Sæson 2008, 2009
- Danmark Har Talent 2014, BLU for TV2
- Årets Håndværker 2014, i Cirkusbygningen til CEC
- 25 års fødselsdag 2014, live show for TV2Nord
- DM Festen' 2014, Live-show for TV2Østjylland
- Lyden Af Lørdag 2014,  Mastiff A / S for TV2
- Sladrehanken 201, GONG Media for DR3
- Danish Bike Award 2013' , i Cirkusbygningen til CEC
- Live fra Bremen 2013, Douglas Entertainment for TV2
- Hos Clements, DR2
- Bryst Galla 2011, Nordisk Film TV for TV3
- Søndag LIVE , DR2
- Nytårs quiz, DR Kultur
- Her er dit liv , Metronome til DR1
- Hvem vil være millionær? Metronome for TV2
- Jarlens Quizshow , Monday for TV2 Charlie
- Hvem Kender Hvem , Monday for TV2 Charlie
- Ekstra Nummer , United for TV2 Charlie
- QTV , Eyeworks for Kanal 4
- The White Concert , STV for TV2

## Radio
Nørgaard været morgenvært på Pop FM i 2004, hvor han gik under navnet "Kim i København". Da Kim gik i 10. klasse i 1993, var han fredagsvært på Herlev Nærradio i hjembyen Herlev. Han skiftede til Radio Køge fra 1. september 2014.
- "Natklub med Nørgaard & Nyrup" fredags underholdning Herlev Nærradio 1993 - 1999 (i perioder)
- "Alibabar & Co." fredags underholdning Herlev Nærradio 1993 - 1999 (i perioder)
- "Kim i KBH" POPFM 2004 sammen med Jens Kristian og Lisbeth Janniche
- "Eftermiddagen" 2014 - Radio Køge